# Sequânia

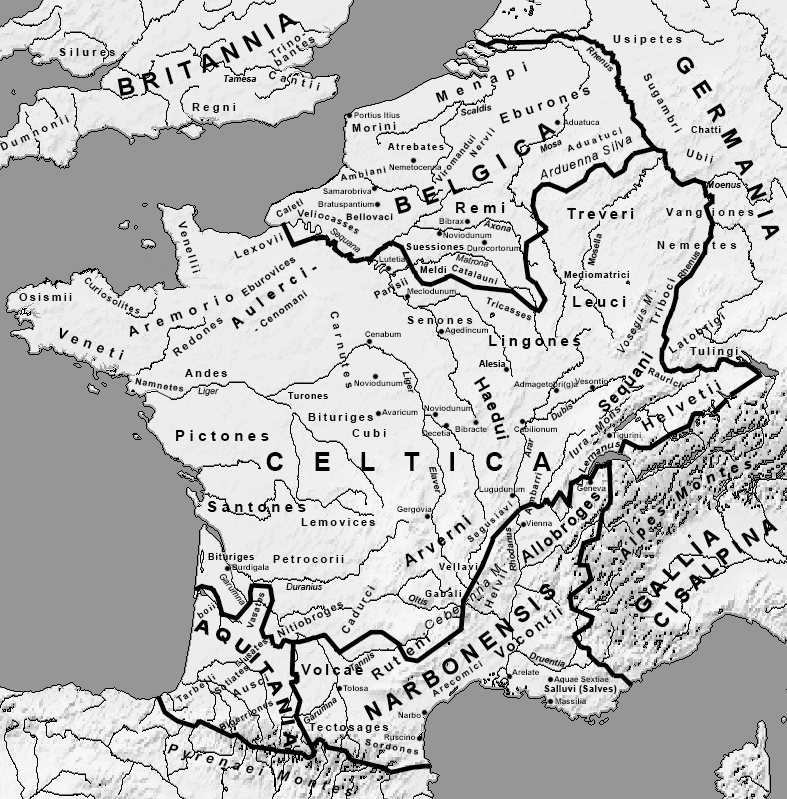
Mapa da Gália no mostrando o território dos sequanos (sequani) e helvécios (helvetii) no canto inferior direito, perto dos Alpes. Esta região posteriormente seria organizada na província de Máxima dos Sequanos

Sequânia era a região habitada pelos sequanos (em latim: sequani), um povo gaulês, localizada na bacia do alto Arar (Saône), o vale do Doubs e a cordilheira do Jura, no que corresponde, grosso modo, ao Franco-Condado e parte da Borgonha.

## Etimologia
Sequanos é um exônimo aplicado pelos romanos, provavelmente baseado num endônimo desconhecido de sonoridade similar. A palavra se parece com Sequana, o nome que Júlio César utilizava para o rio Sena, apesar de território dos sequanos não ser banhado por ele. Estrabão propôs uma ligação etimológica-popular ao supor que o Sequana de fato corria por ali, um erro geográfico. O nome francês para o Saône (Arar para os romanos), o rio que formava a fronteira ocidental do país dos sequanos, deriva do celta Souconna. William Smith lançou a hipótese de que sequanos e souconna tinham alguma relação entre si.

## Geografia
O território dos sequanos (que seria posteriormente chamado de "Sequânia") pode ser definido pelos relatos antigos. A cordilheira do Jura separava-os dos helvécios (helvetii) a oeste e pertencia aos sequanos, assim como a estreita passagem entre o Ródano e o lago Genebra. Por outro lado, eles não ocupavam a confluência do Saône e o Ródano, um território habitado pelos éduos e atacado pelos helvécios segundo César. A fronteira sul pode ser estimada estendendo-se uma linha a partir do Jura para o oeste até a região próxima a Mâcon, que pertencia aos éduos. Estrabão afirma que o Arar separava os sequanos dos éduos e língones, o que implica que os sequanos habitavam apenas a margem oriental (esquerda) do Saône. O canto noroeste do território sequanos tocava o Reno.

## História
Antes da chegada de Júlio César à Gália, os sequanos se aliaram com os arvernos contra os rivais éduos e contrataram os suevos de Ariovisto para cruzar o Reno e ajudá-los (71 a.C.). Embora esta ajuda tenha permitido que eles derrotassem os éduos, os sequanos acabaram numa situação pior que a anterior, pois Ariovisto tomou-lhes um terço do território, ameaçou tomar outro terço e ainda colocou-os num estado de semi-escravidão.
Os sequanos então pediram ajuda a César, que expulsou os germânicos (58 a.C.), mas, ao mesmo tempo, obrigou que os sequanos lhe cedessem todo o território que haviam conquistado dos éduos. A exigência exasperou-os de tal forma que eles se juntaram à revolta de Vercingetórix (52 a.C.) e estavam presentes na derrota na Batalha de Alésia. Sob Augusto, o distrito conhecido como Sequânia era parte da Bélgica. Depois da morte de Vitélio (69), os habitantes da região não apoiaram a revolta gaulesa contra Roma instigada por Caio Júlio Civil e Júlio Sabino, expulsando este último quando ele invadiu a Sequânia. Um arco triunfal em Vesôncio (Besançon), que foi transformada em colônia pela lealdade, possivelmente comemora esta vitória.
Diocleciano anexou a Helvécia e parte da Germânia Superior à Sequânia, que tornou-se uma província romana com o nome de Máxima dos Sequanos (em latim: Maxima Sequanorum). Vesôncio recebeu também o título de "Cidade metropolitana de Vesonciêncio" (metropolis civitas vesontiensium). Cinquenta anos depois, a Gália toda foi invadida por bárbaros e Vesôncio, saqueada (355). Sob Juliano, a cidade recobrou parte de sua importância e foi fortificada, o que permitiu-lhe repelir os ataques dos vândalos. Posteriormente, quando Roma já não era mais capaz de defender os habitantes da Gália, os sequanos se juntaram ao recém-formado Reino da Burgúndia.

## Principais cidades
- Vesôncio (Besançon)
- Luxóvio (Luxeuil-les-Bains)
- Loposágio (Luxiol)
- Porto Abucino (Port-sur-Saône)
- Segobúdio (Seveux)
- Epamanduoduro (Mandeure)
- Ariólica (Pontarlier)
- Magetóbria ou Admagetóbria (Broye-Aubigney-Montseugny)
- Ponte Dubis (Pontoux)
- Castro Vesúlio (Vesoul)